# Distrikt Asillo
Der Distrikt Asillo liegt in der Provinz Azángaro in der Region Puno in Südost-Peru. Der Distrikt wurde am 2. Mai 1854 gegründet. Er besitzt eine Fläche von 403 km². Beim Zensus 2017 wurden 15.161 Einwohner gezählt. Im Jahr 1993 betrug die Einwohnerzahl 16.972, im Jahr 2007 17.215. Sitz der Distriktverwaltung ist die 3909 m hoch gelegene Kleinstadt Asillo mit 3401 Einwohnern (Stand 2017). Asillo befindet sich knapp 22 km nordwestlich der Provinzhauptstadt Azángaro.

## Geographische Lage
Der Distrikt Asillo befindet sich im Andenhochland im nördlichen Westen der Provinz Azángaro. Die Flüsse Río Quenamari (auch Río Grande) und Río Ramis durchqueren den Distrikt in östlichen bzw. südlicher Richtung.
Der Distrikt Asillo grenzt im Süden an den Distrikt Tirapata, im Westen und im Nordwesten an die Distrikte Ayaviri, Orurillo, Nuñoa und Antauta (alle vier in der Provinz Melgar), im Norden an den Distrikt San Antón sowie im Osten an die Distrikte San José und Azángaro.

## Ortschaften
Im Distrikt gibt es neben dem Hauptort folgende größere Ortschaften:
- Calapampa (462 Einwohner)
- Comini (217 Einwohner)
- Jila Central (344 Einwohner)
- Machariri Central (210 Einwohner)
- Meseta Baja (216 Einwohner)
- Posoconi
- Progreso (770 Einwohner)
- Sillota